# Feliksa Szałwińska
Feliksa Szałwińska (ur. 9 listopada 1888 w Lijewie, zm. 18 października 1981 we Włocławku) – polska nauczycielka i działaczka społeczna.

## Życiorys

### Pochodzenie i wykształcenie

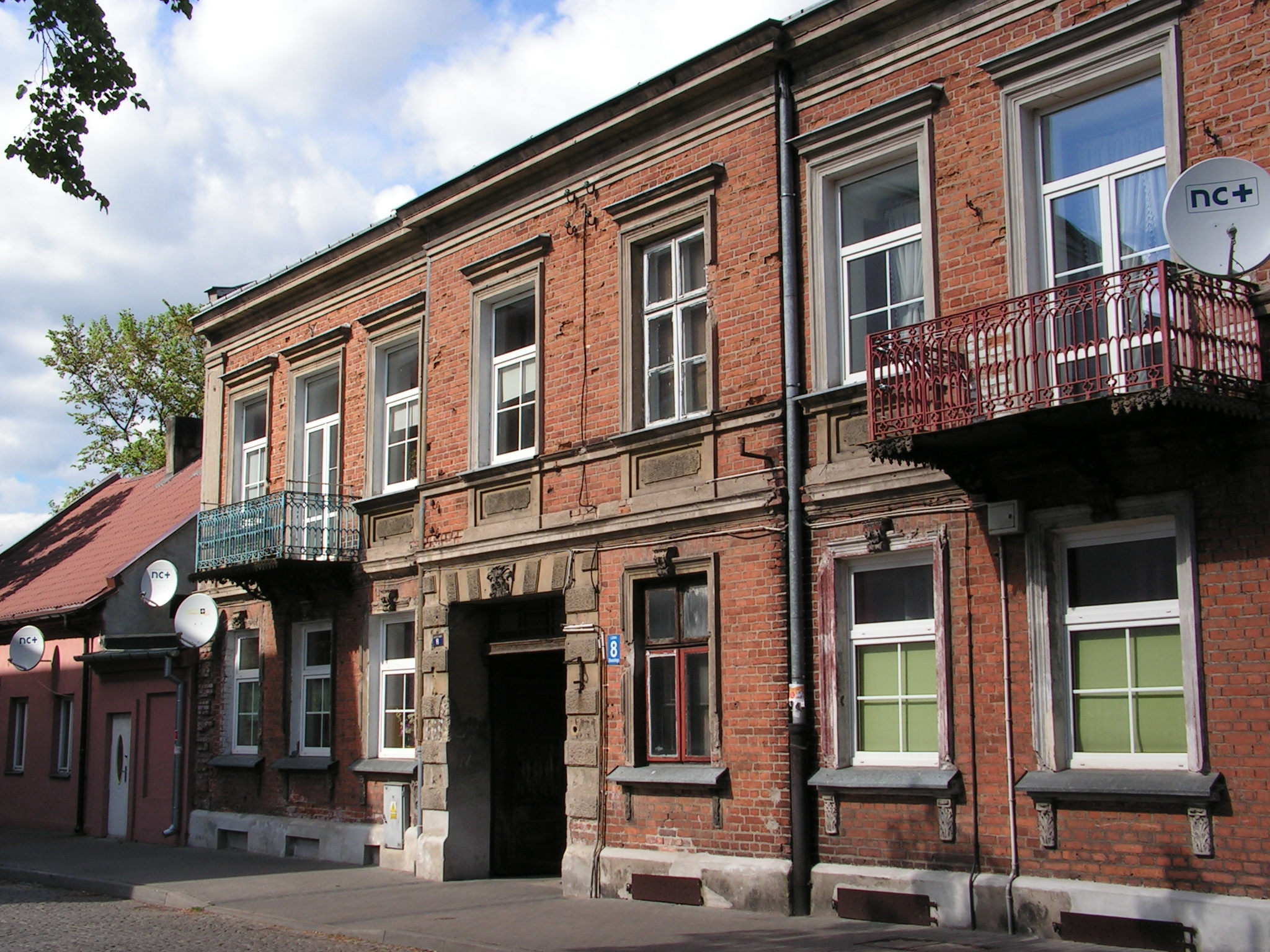
Kamienica przy ul. Słowackiego 8 we Włocławku, w której Feliksa Szałwińska prowadziła przedszkole, a także salon dla lokalnej inteligencji

Urodziła się w majątku rodziców w Lijewie. Była córką Teofila Szałwińskiego (1836-1910) i jego drugiej żony Marianny Wiktorii z Wojciechowskich (1855-1918). Teofil Szałwiński pochodził z rodziny szlacheckiej pieczętującej się herbem Szaława. Przez wiele lat pracował jako rządca dóbr Witkowie, potem dzierżawił dobra w Szczepankach, a wreszcie został właścicielem dóbr ziemskich Lijewo. W latach 1886–1890 był wójtem gminy Śmiłowice. Matka pochodziła z rodziny pieczętującej się herbem Lubicz.
Przodkowie Feliksy od strony ojca byli młynarzami. Pracowali w młynie w Raciążku, następnie dzierżawili młyn z osadą w Kuczku. Na początku XIX wieku pradziadek Feliksy, Ignacy Szałwiński (ok. 1767-1831) wydzierżawił osadę młyńską Świech we Włocławku. Jego żona Katarzyna ze Świechowiczów (1774-1828) pochodziła z rodziny młynarzy osadzonych tu w XVI wieku, od których osada zawdzięcza swoją nazwę. W połowie wieku ich syn Jan Szałwiński (1794-1856) wykupił młyn z ziemią na własność. W 1876 r. synowie Jana, Wincenty Onufry (1835-1883) i ww. Teofil sprzedali majątek.
Feliksa Szałwińska swoje pierwsze nauki pobierała w domu rodzinnym. W latach 1907–1910 kształciła się w Seminarium dla Wychowawczyń Przedszkoli w Warszawie. Szkoła ta, działająca pod patronatem Towarzystwa Wychowania Przedszkolnego propagowała nowatorską metodę nauczania przez naukę, sport i zabawę podług teorii Fryderyka Froebla. Nauczycielki realizujące tę metodę nazywano freblankami, a szkoły froeblowskimi (freblowskimi).

### Nauczycielka w czasie zaborów i dyrektorka przedszkola i w dwudziestoleciu międzywojennym
W latach 1910–1918 pracowała jako nauczycielka domowa dzieci ziemiańskich na Kujawach. Po zakończeniu I wojny światowej zamieszkała we Włocławku. Tu na ówczesnym Nowym Rynku 12 (dzisiejszym Placu Wolności) otworzyła prywatne przedszkole. Następnie zostało ono przeniesione na ul. Żelazną 6 (ul. Kościuszki) oraz Karnkowskiego 20 (ob. Wojska Polskiego), gdzie działało do wybuchu II wojny światowej.
25 września 1937 roku wraz ze swoimi wychowankami powitała we Włocławku Edwarda Śmigłego-Rydza, który przybył tu na otwarcie mostu swojego imienia.
W 1931 r. w zabytkowej kamienicy przy ul. Stary Rynek 14 we Włocławku zarejestrowała swoją firmę, sklep Feliksa oferujący sprzedaż wędlin, słodyczy i owoców. Sklep był prawdopodobnie kontynuacją działalności istniejącej od 1897 roku wędliniarni Wacława Kłudkowskiego (1871-?), który był szwagrem Szałwińskiej.

### II wojna światowa. Pomoc ofiarom prześladowań
14 września 1939 roku, po wkroczeniu do miasta wojsk hitlerowskich jej przedszkole przestało funkcjonować. Podczas okupacji wspólnie z siostrą Zenobią Pauliną Przybylczak (1883-1978) udzielała pomocy ofiarom okupacji. M.in. udało się im wynegocjować zwolnienie z więzienia późniejszego nadleśniczego nadleśnictwa Czarne, Romana Stanisława Tokarskiego (1914-1984), który był szwagrem Alicji Zofii Tokarskiej (1899-1988), młodszej siostry Feliksy i Zenobii. Siostry pomogły ukryć osoby prześladowane przez okupanta, w tym księży i nauczycieli włocławskich szkół średnich, m.in. prof. Ludwika Lidwina i Tadeusza Cypriana Fopp, których umieszczono w domu rodzinnym Tokarskiego na Michelinie, u jego siostry Aurelii Wojciechowskiej (1912-1999). Feliksa Szałwińska pomagała też dzieciom, które zostały osierocone w wyniku działań wojennych.

### Nauczycielka w czasie Polskiej Rzeczypospolitej Ludowej
Po 1945 roku powróciła do pracy zawodowej. Przedszkole zostało ponownie otworzone w jej mieszkaniu przy ul. Ogrodowej 8 (obecnie Słowackiego 8). Feliksa Szałwińska była jedyną przedwojenną dyrektorką przedszkola we Włocławku, która otworzyła je ponownie po zakończeniu wojny. Pracowała zawodowo do późnej starości, tj. do lat 70. XX wieku.
Zmarła 18 października 1981 roku we Włocławku. Została pochowana w grobowcu rodzinnym na cmentarzu parafialnym w Kruszynie, w kwaterze nr 747 kw. 2/1, wspólnie ze swoimi rodzicami, rodzeństwem Zenobią i Eugeniuszem Stanisławem (1893–1928) oraz cioteczną babką Józefą Szymańską (1851-1943).

## Życie prywatne
Feliksa Szałwińska mieszkała wraz z siostrą Zenobią przy ówczesnej ulicy Ogrodowej 8 we Włocławku (dzisiejszej ul. Słowackiego). Początkowo mieszkały z nimi także siostry Alicja Zofia Tokarska i Anna Kanczewska (ur. 1891), które pracowały w tutejszym Starostwie Powiatowym, a także brat Eugeniusz Stanisław Szałwiński, który najpierw pracował jako urzędnik starostwa, a następnie aż do swojej śmierci prowadził w mieszkaniu biuro własnej firmy. W domu sióstr Szałwińskich spotykali się przedstawiciele lokalnej inteligencji, m.in. nauczyciele, literaci i ziemianie.
Feliksa Szałwińska nigdy nie założyła własnej rodziny.

## Spuścizna

### Styl pracy
Jako nauczycielka, Feliksa Szałwińska kładła duży nacisk na poznawanie przez dzieci przyrody. Jej wychowankowie chodzili na wycieczki na Wzgórze Szpetalskie i okolice ówczesnej wsi, a dziś części miasta, Michelina. Oprócz tradycyjnych nauk, dzieci uczyły się także na lekcjach – plastyki i muzyki. Uczniowie poznawali lektury oraz uczęszczali na zajęcia wychowania fizycznego. W jej szkole działał Teatrzyk Dziecięcy. Oprócz tego dzieci miały okazję zapoznawać się z profesjonalną realizacją przedstawień poprzez uczestnictwo tak w spektaklach teatralnych, jak i w spotkaniach z aktorem zawodowym, Edwardem Wiktorem Tokarskim (1903-1944), szwagrem Feliksy. Przekazywała im również podstawy dobrego wychowania, jak też kształtowała właściwą postawę patriotyczną.
Feliksa Szałwińska współpracowała z twórcą włocławskich teatrów i pedagogiem Włodzimierzem Gniazdowskim. Jej uczniowie bywali w jego domu przy ul. Wojska Polskiego 4 na przedstawieniach Teatru Nauczycielskiego.
Wraz z biskupem Stanisławem Zdzitowieckim organizowała ochronki dla dzieci z najuboższych rodzin. Była również działaczką Włocławskiego Towarzystwa Wioślarskiego, szczególnie, poprzez koneksje rodzinne, związaną z kierownikiem WTW Jerzym Zygmuntem Bojańczykiem oraz Włocławskiego Towarzystwa Gimnastycznego „Sokół”, gdzie kierowała sekcją kulturalno-oświatową.

### Upamiętnienie
W 2016 roku przed domem przy ul. Wojska Polskiego 4 odsłonięto kamień upamiętniający Feliksę Szałwińską, a także mieszkających tam w innych okresach Włodzimierza Gniazdowskiego i Ludwika Boucharda. Głaz ufundowali Jacek i Bożena Rejowie.